# Substitutterne
|  | For andre betydninger, se The Replacements. |
Substitutterne (The Replacements) er en amerikansk tegnefilmserie af Walt Disney Television Animation, den vises på Disney Channel

## Handling
Todd og Riley var forældreløse, indtil en dag de sad og læste i et blad, var der en reklame for firmaet Fleemco der erstattede folk og de tilmeldte sig straks. Så fik de en spion-mor der hedder Agent K (kendes ikke ved navn) og en stuntmand-far der hedder Dick Dristig.
Så i serien går de nu på George Hæfter Skolen (Fik navnet efter at Todd ikke kunne svare på hvad USA's første præsident hed og svarede George Hæfter. Både ham og hans sikkerhedsrobot var enige i svaret, og det blev lavet om.) De får også nye venner som Rileys venner Tasumi og Abbey, en pige der kun tænker på penge og mode. Todds venner er Jacobo, en dreng hvis mund ser sjov ud, og en nørd der hedder Shelton. De har begge en modstander der hedder Buzz hvis far er velhavende.

## Afsnit
| Sæson | Sæson | Afsnit | Oprindelig sendt | Oprindelig sendt |
| Sæson | Sæson | Afsnit | Start            | Slut             |
| ----- | ----- | ------ | ---------------- | ---------------- |
|       | 1     | 21     | 28. juli 2006    | 29. oktober 2007 |
|       | 2     | 31     | 10. marts 2009   | 30. marts 2009   |